# Atayal

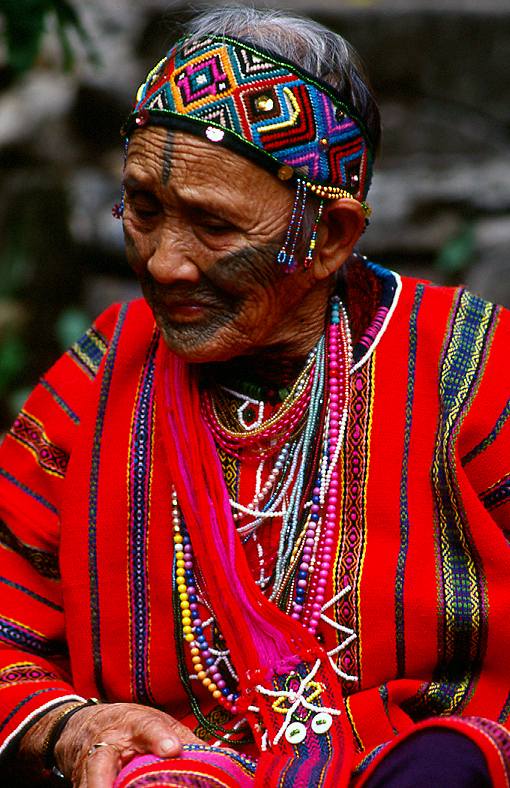
Frau der Atayal

Die Atayal (chinesisch 泰雅族, Pinyin Tàiyǎ zú), auch als Tayal oder Tayan bezeichnet, sind das zweitgrößte der indigenen Völker Taiwans (nach den Amis). Sie sprechen eine Formosa-Sprache mit 32 Dialekten. Die Bedeutung des Wortes „Atayal“ ist „echter Mensch“ oder „mutiger Mann“.
Nach amtlichen Statistiken vom April 2016 betrug die Zahl der Atayal 93.032 Personen. Sie leben zumeist im nördlichen Teil des taiwanischen Zentralgebirges und machen ein knappes Viertel aller Angehörigen indigener Völker Taiwans aus. Ein bedeutender Ort in ihrem Siedlungsgebiet ist Wulai im Süden der Stadt Neu-Taipeh. Die in früherer Zeit zu den Atayal gezählten Völker der Truku und der Sediq sind seit 2004 bzw. 2008 als eigenständige Ethnien offiziell anerkannt.

## Volkstümlicher Mythos der Entstehungsgeschichte
Der tradierten Volksgeschichte der Atayal nach waren ihre frühsten Vorfahren ein Mädchen und ein Junge, die eine sehr lange Zeit zusammenwohnten und währenddessen allmählich zu Erwachsenen wurden. Die beiden verliebten sich ineinander, doch der schüchterne junge Mann wagte es nicht, sich ihr zu nähern. Deswegen wandte die junge Frau eine List an: Sie verließ das Haus und sammelte im Wald Kohle, mit der sie ihr Gesicht schwärzen konnte, um so von ihm nicht erkannt zu werden.
Nach sieben Tagen ging sie wieder in das Haus und der schüchterne Junge nahm sie als eine andere Frau wahr. Eine kurze Zeit später bekam das Paar Nachwuchs und legte dieser Geschichte nach damit den Grundstein des Volkes.
Es wird angenommen, dass der traditionelle Brauch des Gesichtstätowierens auf dieser Entstehungsgeschichte und der List der Frau fußt. Die Tätowierungen der Atayal und Truku wurden unter der japanischen Herrschaft Taiwans verboten.

## Trivia
Die 2015 erstbeschriebene Schlangenart Pareas atayal ist nach den Atayal benannt. Sie ist in den Bergen Taiwans in der Heimat des indigenen Volkes verbreitet.